# Bakhuis (Suriname)
Bakhuis (ook wel geschreven als Bakhuys) is een plaats en gebied in het district Sipaliwini in het westen van Suriname. Het Bakhuisgebergte ligt er en het gebied bevat een 2800 km² groot concessiegebied voor de winning van bauxiet, waarin zowel de Surinaamse maatschappij Suralco als buitenlandse exploitatiemaatschappijen interesse hadden.  
In de tweede helft van de twintigste eeuw was er al een plan om het gebied economisch te exploiteren: het West-Surinameplan. Bij het onafhankelijk worden van Suriname in de jaren 80 werd de uitvoering van dit plan echter stopgezet. Een speciaal aangelegde spoorlijn werd nooit in gebruik genomen.
De plaats en het gebergte zijn vernoemd naar de oud-KNIL-majoor L.A. Bakhuis die in 1901 leiding gaf aan een expeditie naar de rivier Coppename.
In de buurt van Bakhuis bevindt zich de Bakhuis Airstrip met een verbinding naar Zorg en Hoop Airport in Paramaribo.
Eind 2024 ging de regering een overeenkomst aan met het Chinese bedrijf Chinalco voor de ontginning van bauxiet in West-Suriname in het gebied rond Bakhuis.